# Пам'ятки історії Благовіщенського району
У Благовіщенському районі Кіровоградської області на обліку перебуває 40 пам'яток історії.
| № пп | Охорон. номер | Найменування пам'ятки                                               | Розташування пам'ятки                                                   | Епоха         | Значення | Рішення                 |
| ---- | ------------- | ------------------------------------------------------------------- | ----------------------------------------------------------------------- | ------------- | -------- | ----------------------- |
| 1    | 869           | Братська могила радянських воїнів. Поховано 28 воїнів.              | м. Благовіщенське подвір'я СШ № 1 провулок Промислова, 40               | 1944 р.       | місцева  | № 404 від 17.09.1969 р. |
| 2    | 870           | Пам'ятник воїнам-односельчанам                                      | м. Благовіщенське біля кінотеатру «Мир» вул Героїв України, 78          | 1941—1945 рр. | місцева  | № 404 від 17.09.1969р   |
| 3    | 1040          | Пам'ятник радянським артилеристам                                   | м. Благовіщенське, вул Героїв України, 68                               | 1944р         | місцева  | № 301 від 25.06.1982 р. |
| 4    | 872           | Братська могила радянських воїнів. Поховано 2 воїни                 | м. Благовіщенське                                                       | 1944 р.       | місцева  | № 404 від 17.09.1969р   |
| 5    | 873           | Пам'ятник воїнам-землякам                                           | с. Богданове, Богданівська с\р, біля буд. культури                      | 1941—1945 рр. | місцева  | № 404 від 17.09.1969р   |
| 6    | 875           | Братська могила радянських воїнів та партизан. Поховано 61 чол.     | с. Великі Трояни, Велико троянівська с\р, біля адмін.будинку            | 1941—1943 рр. | місцева  | № 404 від 17.09.1969р   |
| 7    | 876           | Пам'ятник воїнам-односельчанам                                      | с. Великі Трояни, Велико троянівська с\р, біля будинку культури         | 1941—1945 рр  | місцева  | № 404 від 17.09.1969р   |
| 8    | 877           | Братська могила радянських воїнів. Поховано 5 воїнів                | с. Вільхове, Вільхівська с\р, біля школи                                | 1944 р.       | місцева  | № 404 від 17.09.1969р   |
| 9    | 878           | Пам'ятник воїнам-односельчанам                                      | с. Вільхове, Вільхівська с\р, центр                                     | 1941—1945 рр  | місцева  | № 404 від 17.09.1969р   |
| 10   | 879           | Могила Г. І. Рогозівського — борця за встановлення радянської влади | с. Вільхове, Вільхівська с\р, біля буд. культури                        | 1891—1920 рр. | місцева  | № 404 від 17.09.1969р   |
| 11   | 881           | Братська могила радянських воїнів. Поховано 6 воїнів.               | с. Грушка, Грушківська с\р, біля амін. будинку                          | 1944 р.       | місцева  | № 404 від 17.09.1969р   |
| 12   | 882           | Пам'ятник воїнам-односельчанам                                      | с. Грушка, Грушківська с\р, центр                                       | 1941—1945 рр  | місцева  | № 404 від 17.09.1969р   |
| 13   | 884           | Братська могила радянських воїнів. Поховано 3 воїни.                | с. Данилова Балка, Данилобалківська с\р, вул. Б. Хмельницького, 25      | 1944 р.       | місцева  | № 404 від 17.09.1969р   |
| 14   | 885           | Пам'ятник воїнам-односельчанам                                      | с. Данилова Балка, Данилобалківська с\р, центр                          | 1941—1945 рр  | місцева  | № 404 від 17.09.1969р   |
| 15   | 1043          | Пам'ятник воїнам-односельчанам                                      | с. Дельфінове, Лозуватська с\р, біля буд. культури                      | 1941—1945 рр  | місцева  | № 301 від 25.06.1982р   |
| 16   | 886           | Могила майора Я. Змєєва — радянського воїна                         | с. Дельфінове, Лозуватська с\р, біля буд. культури                      | 1944 р.       | місцева  | № 404 від 17.09.1969р   |
| 17   | 887           | Братська могила радянських воїнів. Поховано 10 воїнів               | с. Йосипівка, Йосипівська с\р, біля буд. культури                       | 1941 р.       | місцева  | № 404 від 17.09.1969р   |
| 18   | 1044          | Пам'ятник воїнам-односельчанам                                      | с. Йосипівка, Йосипівська с\р, біля буд. культури                       | 1941—1945 рр  | місцева  | № 301 від 25.06.1982р   |
| 19   | 1220          | Могила радянського воїна.                                           | с. Йосипівка, Йосипівська с\р, кладовище пд.-зх. частина                | 1944 р.       | місцева  | № 281 від 16.05.1985 р. |
| 20   | 888           | Братська могила радянських воїнів. Поховано 11 воїнів               | с. Кам'яний Брід, Кам'янобрідська с\р, центр                            | 1944 р.       | місцева  | № 404 від 17.09.1969р   |
| 21   | 889           | Пам'ятник воїнам-односельчанам                                      | с. Кам'яний Брід, Кам'янобрідська с\р, біля школи                       | 1941—1945 рр  | місцева  | № 404 від 17.09.1969р   |
| 22   | 891           | Братська могила радянських воїнів. Поховано 15 воїнів               | с. Кам'яна Криниця, Кам'янокриничанська с\р, вул. Леніна, 28,біля школи | 1944 р.       | місцева  | № 404 від 17.09.1969р   |
| 23   | 892           | Пам'ятник воїнам-односельчанам                                      | с. Кам'яна Криниця, Кам'янокриничанська с\р, біля буд. культури         | 1941—1945 рр  | місцева  | № 404 від 17.09.1969р   |
| 24   | 2315          | Пам'ятний знак воїнам-землякам                                      | с. Кошаро-Олександрівка, Луполівська с\р, біля буд. культури            | 1941—1945 рр  | місцева  | № 104 від 15.04.1991 р. |
| 25   | 894           | Братська могила радянських воїнів. Поховано 13 воїнів               | с. Лозувате, Лозуватська с\р, біля буд. культури                        | 1944 р.       | місцева  | № 404 від 17.09.1969р   |
| 26   | 895           | Пам'ятник воїнам-односельчанам                                      | с. Лозувате, Лозуватська с\р, біля буд. культури                        | 1941—1945 рр  | місцева  | № 404 від 17.09.1969р   |
| 27   | 896           | Пам'ятник на честь воїнів-комсомольців.                             | с. Лозувате, Лозуватська с\р, центр                                     | 1941—1945 рр  | місцева  | № 404 від 17.09.1969р   |
| 28   | 899           | Братська могила радянських воїнів. Поховано 2 воїни                 | с. Луполуве, Луполівська с\р, центр                                     | 1944 р.       | місцева  | № 404 від 17.09.1969р   |
| 29   | 900           | Пам'ятник воїнам-землякам                                           | с. Луполуве, Луполівська с\р, біля буд. культури                        | 1941—1945 рр  | місцева  | № 404 від 17.09.1969р   |
| 30   | 901           | Братська могила радянських воїнів. Поховано 2 воїни                 | с. Мечиславка, Мечиславська с\р, біля буд. культури                     | 1941 р.       | місцева  | № 404 від 17.09.1969р   |
| 31   | 1046          | Пам'ятник воїнам-землякам                                           | с. Мечиславка, Мечиславська с\р, біля буд. культури                     | 1941—1945 рр  | місцева  | № 301 від 25.06.1982р   |
| 32   | 902           | Братська могила радянських воїнів. Поховано 4 воїни.                | с. Новоселиця, Новоселицька с\р, біля школи                             | 1941 р.       | місцева  | № 404 від 17.09.1969р   |
| 33   | 903           | Братська могила радянських воїнів. Поховано 2 воїни                 | с. Розношенське, Розношенська с\р вул. Леніна, 20                       | 1941 р.       | місцева  | № 404 від 17.09.1969р   |
| 34   | 904           | Пам'ятник воїнам-односельчанам                                      | с. Розношенське, Розношенська с\р, біля школи                           | 1941 р.       | місцева  | № 404 від 17.09.1969р   |
| 35   | 906           | Братська могила радянських воїнів. Поховано 2 воїни                 | с. Сабатинівка, Сабатинівська с\р, біля школи                           | 1944 р.       | місцева  | № 404 від 17.09.1969р   |
| 36   | 907           | Пам'ятник воїнам-односельчанам                                      | с. Сабатинівка, Сабатинівська с\р, біля амін. будинку                   | 1941—1945 рр  | місцева  | № 404 від 17.09.1969р   |
| 37   | 909           | Братська могила радянських воїнів і партизан. Поховано 67 чол.      | с. Станіславове, Грушківська с\р, біля буд. культури                    | 1944 р.       | місцева  | № 404 від 17.09.1969р   |
| 38   | 910           | Братська могила радянських воїнів. Поховано 9 воїнів.               | с. Синицівка, Синицівська с\р вул. Леніна, 32                           | 1944 р.       | місцева  | № 404 від 17.09.1969р   |
| 39   | 1222          | Пам'ятник воїнам-землякам                                           | с. Синьки, Синьківська с\р, вул. Леніна, 39                             | 1941—1945 рр. | місцева  | № 281 від 16.05.1985р   |
| 40   | 912           | Братська могила радянських воїнів. Поховано 75 воїнів               | с. Синьки, Синьківська с/р, вул. Котовського                            | 1944 р.       | місцева  | № 404 від 17.09.1969    |